# Rejon ziłairski
Rejon ziłairski (ros. Зилаирский район) – jeden z 54 rejonów w Baszkirii. Stolicą regionu jest Ziłair.
100% populacji stanowi ludność wiejska, ponieważ w regionie nie ma żadnego miasta.